# حمله انتحاری میزان ۱۳۹۸ جلال‌آباد
در ۱۵ میزان ۱۳۹۸ بمب‌گذار انتحاری که وسایل انفجار را با ریکشا جابه‌جا کرده بود در برابر مینی‌بوسی که حامل نیروهای تازه اردوی ملی افغانستان بود، منفجر کرد. حداقل ۱۴ نفر کشته و ۳۷ تن دیگر زخمی شدند.